# Ptinus microscopicus
Ptinus microscopicus là một loài bọ cánh cứng trong họ Ptinidae. Loài này được Lea miêu tả khoa học năm 1913.